# Osmerus spectrum
Osmerus spectrum là một loài cá trong họ Osmeridae. Chúng được tìm thấy ở Canada và Hoa Kỳ.